# Osvaldo Golijov
Osvaldo Golijov (født 5. december 1960 i La Plata, Argentina) er en argentinsk komponist.
Studier i klaver ved konservatoriet i La Plata, i komposition hos Gerardo Gandini. Fra 1983 studier i Israel hos Mark Kopytman ved Jerusalem Rubin Academy. Flytter i 1986 til USA for at studere hos George Crumb og tage en Ph.d.-grad ved universitetet i Pennsylvania. Fra 1991 tilknyttet College of the Holy Cross i Worcester, Massachusetts.
Golijov har modtaget et MacArthur Fellowship, han har været composer-in-residence ved Spoleto USA Festival, Los Angeles Philharmonic's Music Alive, Marlboro Music School and Festival, Ravinia Festival, og flere andre festivaler. Han er for tiden (2006-2008) co-composer-in-residence, med den engelske komponist Mark-Anthony Turnage, ved Chicago Symphony Orchestra.